# 壁代
壁代（かべしろ）とは、日本の貴族の家において目隠しの目的で用いた帳。
現代も一部の神社などの内装に用いることがある。また、神前式の結婚式で用いられることもある。
なお、別名を帳壁代（ちょうかべしろ）、帷壁代（とばりかべしろ）と言う。

## 形状
九寸八尺の白い綾を七枚横に縫い連ねて、上部を袋縫いにして檜の棒を通し、紐で結わえるかS字フックの形をした蛭鉤（ひるかぎ）で長押の釘に掛けて垂らしたもの。
蝶鳥か朽木形と言われる朽ちた流木のような形の模様を型染めで表し、裏地は無地のままで表面を蛤の殻で瑩して（磨いて）光沢を出した。
綾の縫い目ごとに、濃い紅色と蘇芳色の表地に白い裏地の胡粉か白糸の刺繍で蝶鳥の模様を表した三寸幅の絹リボンを垂らした。